# Транспортная инфраструктура Харькова
Транспортная инфраструктура Харькова — совокупность всех видов транспорта в городе Харьков.
В Харькове присутствуют два вида транспорта: наземный и подземный. К наземным относятся такие виды транспорта как трамвай, автобус (все его виды) и 
троллейбус. К подземным видам транспорта относится метрополитен.

## Нынешнее время

### Трамвай
Основная статья: Харьковский трамвай
Харьковский трамвай — трамвайная система в Харькове. Существует с 3 июля 1906 года и является одной из старейших трамвайных систем на Украине. Насчитывает 9 маршрутов. Стоимость проезда в 2019 составляла 6 гривен, а с мая 2022 года проезд является бесплатным.

### Автобус
Основная статья: Автобусный транспорт Харькова

### Троллейбус
Основная статья: Харьковский троллейбус

### Метрополитен
Основная статья: Харьковский метрополитен
Харьковский метрополитен — один из трех (четырех, если учитывать Криворожский скоростной трамвай и второй по величине после киевского метрополитен Украины. Насчитывает три линии: Алексеевскую, Салтовскую, Холодногорскую. Всего 30 станций. Протяженность — 38.7 км. После вторжения России в Украину метрополитен стал убежищем и местом жилья для людей, однако жители были выселены.